# 帕斯哈

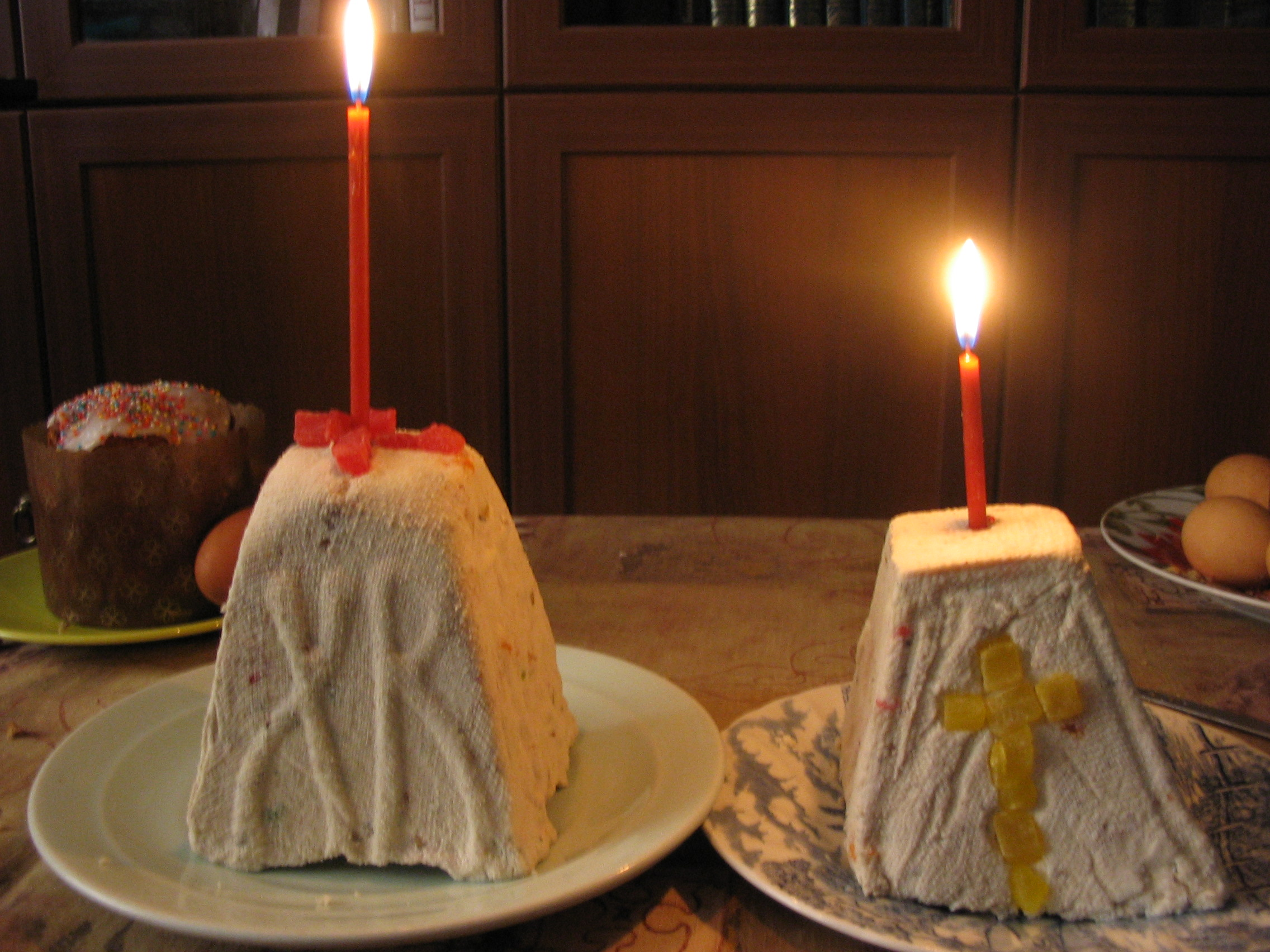
帕斯哈

帕斯哈（俄语：Пасха）是一種主要流行在信仰東正教諸國的點心，原料是奶渣和雞蛋。帕斯哈主要在復活節期間食用，其歷史可以追溯至約1000年前。按俄羅斯正教會的傳統，帕斯哈需製作為梯形。一般帕斯哈表面會有宗教裝飾。

## 外部連結
- 维基共享资源上的相關多媒體資源：帕斯哈